# Qılqılov
Qılqılov è un comune dell'Azerbaigian situato nel distretto di Lerik. Conta una popolazione di 291 abitanti.